# Omul Pasăre sau Virtutea nesperată a ignoranței
Omul Pasăre sau Virtutea nesperată a ignoranței (original: Birdman or (The Unexpected Virtue of Ignorance)) este un film american de comedie neagră și dramă din 2014, regizat, produs și co-scenarizat de Alejandro González Iñárritu. În rolurile principale sunt Michael Keaton, Zach Galifianakis, Edward Norton, Andrea Riseborough, Amy Ryan, Emma Stone și Naomi Watts.
Birdman a rulat în deschiderea celui de-al 71-lea Festival de film de la Veneția, având premiera pe 27 august 2014, în competiția pentru Leul de Aur.
Birdman a fost primit bine de critici, fiind numit unul dintre cele mai bune filme ale anului 2014 de organizațiia ca AFI și National Board of Review. A fost nominalizat la șapte premii Globul de Aur, inclusiv pentru cel mai bun film – muzical/comedie, cel mai bun regizor, cea mai bună coloană sonoră și cel mai bun scenariu - premiu câștigat. Keaton a câștigat premiul pentru cel mai bun actor, iar Norton și Stone au fost nominalizați pentru cel mai bun actor în rol secundar și cea mai bună actriță în rol secundar, respectiv, la ceremonia Screen Actors Guild Awards, unde grupul de actori a fost premiat pentru cea mai bună distribuție în film. La cea de-a 87-a ediție a premiilor Oscar, Birdman a adunat nouă nominalizări, cele mai multe de la ceremonie alături de The Grand Budapest Hotel, inclusiv pentru cel mai bun film, cel mai bun regizor și nominalizări pentru evoluțiile lui Keaton, Norton și Stone. A câștigat patru premii Oscar: pentru cel mai bun film, Cel mai bun regizor, Cel mai bun scenariu original și Cea mai bună imagine.
La realizarea sa, a fost editat și a fost folosită tehnica filmărilor de lungă durată astfel încât întregul film să apară ca o singură filmare continuă .

## Sinopsis
Riggan Thomson (Michael Keaton) este un actor cunoscut pentru rolul său din Birdman (română Omul pasăre, aluzie la rolul lui Batman jucat de Keaton), pe care l-a interpretat în urmă cu două decenii. Riggan este chinuit de vocea Omului pasăre, care îl critică. Își imaginează că poate levita și că posedă abilități telekinetice. Riggan speră că își va relansa cariera scriind, regizând și jucând într-o adaptare teatrală a piesei What We Talk About When We Talk About Love scrisă de Raymond Carver. Piesa este produsă de avocatul și cel mai bun prieten al lui Riggan, Jake (Zach Galifianakis), iar din distribuția acesteia mai fac parte prietena sa Laura (Andrea Riseborough) și Lesley (Naomi Watts), pentru prima dată actriță pe Broadway. Fiica lui Riggan, Sam (Emma Stone) este o fostă dependentă de droguri care îi servește drept asistentă.
În timpul repetițiilor un reflector cade pe Ralph, actor pe care Riggan și Jake îl consideră a fiind unul groaznic; Riggan îi spune lui Jake că el a făcut ca reflectorul să cadă pentru a-l putea înlocui. Printr-o cunoștință a lui Lesley, Riggan îl înlocuiește pe Ralph cu Mike (Edward Norton), un actor genial dar excentric. Pentru a-i plăti salariul, Riggan este nevoit să-și reipotecheze casa. Primele repetiții publice sunt dezastruoase: Mike iese din caracter fiind scos din minți de înlocuirea ginului cu apă și încearcă să o violeze pe Lesley în timpul unei scene de sex. Riggan citește presa și este iritat de faptul că Mike reușește să acapareze atenția, dar continuă cu piesa la insistențele lui Jake. Când Riggan o prinde pe Sam că ține ascunsă marijuana, aceasta îi spune că piesa sa nu-și are rostul, fiind doar un rod al vanității sale.
În culise, în timpul avanpremierei, Riggan îi vede pe Sam și Mike flirtând. Își prinde halatul în ușa de la ieșirea teatrului și este nevoit să se întoarcă prin Times Square în lenjerie intimă; popularitatea sa explodează în mediul online. Apoi, el dă peste criticul Tabitha Dickinson, care îi transmite că urăște celebritățile de la Hollywood care „pretind” că sunt actori, promițând că-i va „ucide” piesa cu o recenzie negativă. Riggan consumă băuturi alcoolice și adoarme pe stradă. Următoarea zi, el are o halucinație în care poartă o conversație cu Omul pasăre, care încearcă să-l convingă să facă un alt film din seria Birdman, și se imaginează zburând prind New York până la teatru.
În noaptea premierei, în ultimul act al piesei, în care personajul principal se sinucide, Riggan folosește un pistol adevărat și se împușcă în nas, gest care ridică întreaga sală în picioare. La spital, Jake îi arată recenzia pozitivă pe care Tabitha i-a acordat-o piesei. În timpul vizitei lui Sam, Riggan deschide geamul și iese pe pervaz. Când Sam se întoarsese, Riggan dispăruse. Ea se uită în jos, spre stradă, apoi ridică privirea spre cer, zâmbind.

## Distribuție
- Michael Keaton în rolul lui Riggan Thomson / Birdman
- Edward Norton în rolul lui Mike Shiner, un actor Broadway
- Emma Stone în rolul lui Sam Thomson, fiica și asistenta lui Riggan
- Naomi Watts în rolul lui Lesley, o actriță, fosta prietenă a lui Mike
- Zach Galifianakis în rolul lui Jake, prietenul și avocatul lui Riggan
- Andrea Riseborough în rolul lui Laura, o actriță, prietena lui Riggan
- Amy Ryan în rolul lui Sylvia Thomson, fosta soție a lui Riggan, mama lui Sam
- Lindsay Duncan în rolul lui Tabitha Dickinson, un critic de teatru
- Merritt Wever în rolul lui Annie
- Jeremy Shamos în rolul lui Ralph
- Frank Ridley în rolul lui Mr. Roth
- Katherine O'Sullivan în rolul asistentului de costumație
- Damian Young în rolul lui Gabriel